# Merosargus tenebricosus
Merosargus tenebricosus är en tvåvingeart som beskrevs av Lindner 1929. Merosargus tenebricosus ingår i släktet Merosargus och familjen vapenflugor. Inga underarter finns listade i Catalogue of Life.